# Franz Josef Georg Illem
Franz Josef Georg Illem (* 12. März 1865 in Pilsen, Königreich Böhmen, Kaisertum Österreich; † 28. August 1912 in Wien) war ein österreichischer Porträt-, Landschafts- und Marinemaler der Düsseldorfer Schule.

## Leben
Illem studierte in den Jahren 1881/1882 an der Kunstakademie Düsseldorf. Dort waren Heinrich Lauenstein und Peter Janssen der Ältere seine Lehrer. Als Maler ließ er sich in Wien nieder. Illem schuf Porträts, später auch Landschaften und Marinen mit figürlicher Staffage.